# Châtenois, Vosges
Châtenois är en kommun i departementet Vosges i regionen Grand Est (tidigare regionen Lorraine) i nordöstra Frankrike. Kommunen ligger i kantonen Châtenois som tillhör arrondissementet Neufchâteau. År 2022 hade Châtenois 1 721 invånare.

## Befolkningsutveckling
Antalet invånare i kommunen Châtenois
| Referens: INSEE |